# Heliangelus
Heliangelus – rodzaj ptaków z podrodziny paziaków (Lesbiinae) w obrębie rodziny kolibrowatych (Trochilidae).

## Zasięg występowania
Rodzaj obejmuje gatunki występujące w Ameryce Południowej (Kolumbia, Wenezuela, Ekwador, Peru i Boliwia).

## Morfologia
Długość ciała 9–12 cm; masa ciała 3,4–7,7 g.

## Systematyka

### Etymologia
- Heliangelus: gr. ἡλιος hēlios „słońce”; αγγελος angelos „anioł”[9].
- Heliotrypha: gr. ἡλιος hēlios „słońce”; τρυφος truphos „odłamek, kawałek” (por. τρυφαω truphaō „żyć wygodnie”)[10]. Gatunek typowy: Heliotrypha viola Gould, 1853.
- Anactoria: gr. ανακτοριος anaktorios „królewski”, od ανακτωρ anaktōr, ανακτορος anaktoros „pan, władca”[11]. Gatunek typowy: Ornismya amethysticollis d’Orbigny & Lafresnaye, 1838.
- Diotima: gr. διος dios „niebiański”; τιμαω timaō „czcić”[12]. Gatunek typowy: Trochilus spencei Bourcier, 1847.
- Parzudakia: epitet gatunkowy Ornismya parzudaki Lesson, 1840[b]; Charles Parzudaki (1806–1889), francuski przedsiębiorca związany z historią naturalną[13]. Gatunek typowy: Parzudakia dispar Reichenbach, 1854 (= Trochilus exortis Fraser, 1840).
- Helymus: w mitologii greckiej Helymus był myśliwym na dworze króla Akestesa na Sycylii (por. gr. ελυμος elumos „flet z bukszpanu”)[14]. Gatunek typowy: Heliangelus micraster Gould, 1872.
- Peratus: gr. περατος peratos „zagraniczny, pochodzący z zagranicy”, od περαω peraō „przejść, przejechać”[15]. Gatunek typowy: Ornismya amethysticollis d’Orbigny & Lafresnaye, 1838.
- Nodalia: łac. nodus „węzeł”; ala „skrzydło”[16]. Gatunek typowy: Trochilus (——?) strophianus Gould, 1846.
- Warszewiczia: Józef Warszewicz Ritter von Rawicz (1812–1866), polski botanik, kolekcjoner[17]. Gatunek typowy: Heliotrypha viola Gould, 1853.

### Podział systematyczny
Zaliczany do tego rodzaju takson Heliangelus zusii okazał się być mieszańcem Aglaiocercus kingii z innym nieokreślonym gatunkiem kolibra; w takim ujęciu do rodzaju należą następujące gatunki:
- Heliangelus mavors Gould, 1848 – lordzik pomarańczowogardły
- Heliangelus regalis Fitzpatrick, Willard & Terborgh, 1979 – lordzik królewski
- Heliangelus strophianus (Gould, 1846) – lordzik ekwadorski
- Heliangelus spencei (Bourcier, 1847) – lordzik różowogardły
- Heliangelus amethysticollis (d’Orbigny & Lafresnaye, 1839) – lordzik purpurowogardły
- Heliangelus viola Gould, 1853 – lordzik widłosterny
- Heliangelus exortis (Fraser, 1840) – lordzik fioletowogardły
- Heliangelus micraster Gould, 1872 – lordzik mały